# 犬の消えた日
『犬の消えた日』（いぬのきえたひ）は、井上こみちによる小説。及び、2011年8月12日に日本テレビ系列の『金曜スーパープライム』枠で放送された、単発スペシャルの日本のテレビドラマ。視聴率7.4%。

## 概要
幻冬舎が出版した太平洋戦争当時にあった実話、「飼い犬の供出・献納」を基に描いた人間ドラマ。
日本テレビでは、8月5日放送の『この世界の片隅に』と本作とで、2週にわたって終戦ドラマスペシャルを放送した。

## キャスト
- 松倉修平：西島秀俊
- 松倉静子：檀れい
- 松倉さよ子：荒川ちか
- 寺島元太：須賀健太
- 永井進：和田聰宏
- 多岐信司：太賀
- 清田直希：中尾明慶
- 小川ハツエ：寺本純菜
- 小川隆男：武野功雄
- 後藤：戸田昌宏
- 江口真：タモト清嵐
- 鈴木正夫：松尾スズキ
- 多岐ふさ：りりィ
- 多岐作蔵：平田満
- 岩本徳一：内藤剛志
- その他：中川晴樹、ひろみどり、泉祐介、加藤正記、ひらの真弥、岩本景星、野間瑠依奈、河村愛子、西田裕将、倉辻姫灘、居島一平　ほか

## スタッフ
- 原作：井上こみち「犬のきえた日」（幻冬舎）
- 脚本：坂上かつえ
- 演出：大塚恭司
- 音楽：太田惠資
  - ディジュリドゥ&サックス：Andy Bevan
- 生活監修：海老名香葉子
- 歴史監修：吉田裕（一橋大学大学院）
- アクションディレクター：梅津正彦
- ドッグトレーナー：宮忠臣
- イラスト：天谷すみれ
- ドキュメンタリー部分構成：内田裕士
- 映像提供：セレブロ、アニドウ・フィルム、読売映像、マツダ映画社、日本放送協会
- 衣装協力：軍事法規研究会
- 技術協力：IMAGICAウェスト
- 編集・MA：映広
- VFX：マリンポスト
- プロダクション協力：松竹京都撮影所
- 制作統括：菅賢治
- チーフプロデューサー：森實陽三
- プロデューサー：松村あゆみ(日テレ)、遠藤正累(日テレ)、佐藤丈(ノアズ)、石井光雄(エムロックス)
- 製作協力：ノアズ、松竹、エムロックス
- 製作著作：日テレ